# Torsten Schmitz
Torsten Schmitz (Crivitz, RDA, 26 de agosto de 1964) es un deportista alemán que compitió para la RDA en boxeo.
Ganó tres medallas en el Campeonato Mundial de Boxeo Aficionado entre los años 1986 y 1991, y una medalla de plata en el Campeonato Europeo de Boxeo Aficionado de 1991.

## Palmarés internacional
| Representando a la RDA   |                       |                   |           |
| Campeonato Mundial       |                       |                   |           |
| Año                      | Lugar                 | Medalla           | Categoría |
| 1986                     | Reno (Estados Unidos) | Medalla de bronce | 67 kg     |
| 1989                     | Moscú (URSS)          | Medalla de plata  | 71 kg     |
| Representando a Alemania |                       |                   |           |
| Campeonato Mundial       |                       |                   |           |
| Año                      | Lugar                 | Medalla           | Categoría |
| 1991                     | Sídney (Australia)    | Medalla de bronce | 71 kg     |
| Campeonato Europeo       |                       |                   |           |
| Año                      | Lugar                 | Medalla           | Categoría |
| 1991                     | Gotemburgo (Suecia)   | Medalla de plata  | 71 kg     |